# Inyección indirecta

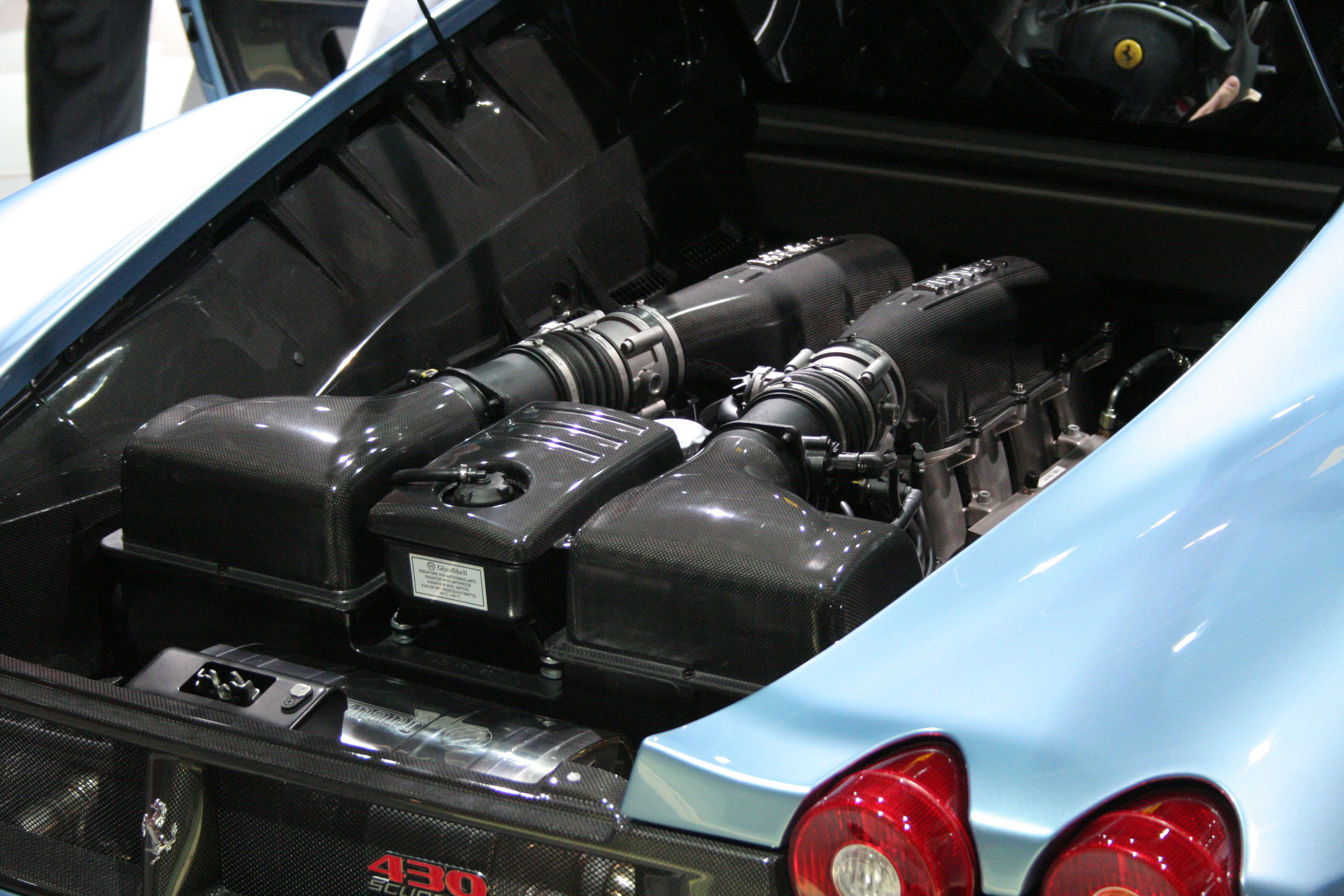
Motor del Ferrari F430 Scuderia.

En los motores de gasolina o diésel de inyección indirecta el combustible se introduce fuera de la cámara de combustión. En los motores de gasolina, el carburante es inyectado en el colector de admisión, donde se inicia la mezcla aire-combustible antes de entrar en el cilindro. En los diésel de inyección indirecta, el gasóleo se inyecta en una precámara, ubicada en la culata y conectada con la cámara principal de combustión dentro del cilindro mediante un orificio de pequeña sección. Parte del combustible se quema en la precámara, aumentando la presión y enviando el resto del combustible no quemado a la cámara principal, donde se encuentra con el aire necesario para completar la combustión.

## Motores de gasolina
Una ventaja de la inyección indirecta en motores de gasolina frente a la inyección directa es que los depósitos de las válvulas de admisión del sistema de ventilación de gases del cárter (PCV) se limpian con el propio combustible.

## Motores diésel

### General
El propósito de la cámara de combustión dividida es acelerar el proceso de combustión, para aumentar la potencia de salida, dando mayor velocidad al motor. Además de una precámara, se aumenta la pérdida calórica al sistema de refrigeración y se reduce la eficiencia del motor. El motor necesita calentadores para arrancar. En la inyección indirecta el sistema de aire se mueve rápidamente, mezclando aire y combustible. Esto simplifica el diseño de inyección y permite usar motores más pequeños y simples, a la par que seguros. La inyección directa, por otro lado, usa el flujo lento de aire y rápido de combustible; pero tanto el diseño como la fabricación de los inyectores es más compleja. La optimización del flujo de aire en el cilindro es mucho más complicada que diseñar una precámara. Hay mucha más integración entre el diseño del inyector y el motor. Por este motivo los coches diésel tienen casi todos inyección indirecta hasta que hubo disponibilidad de sistemas con una potente simulación de mecánica de fluidos computacional que permitieron la adopción de inyecciones directas en la práctica.

### Galería
Cabeza del cilindro de un pequeño motor de inyección indirecta Kubota.

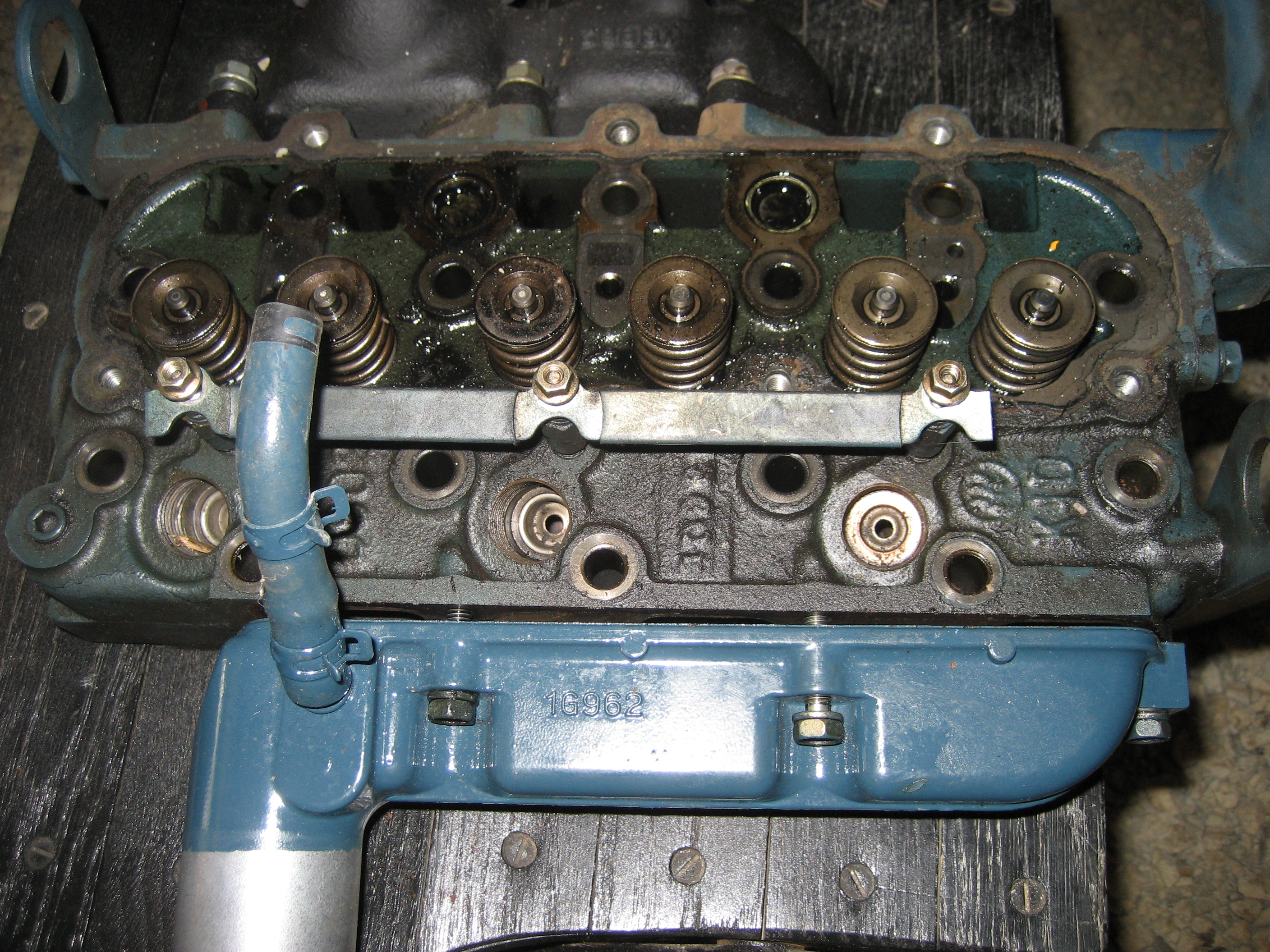
Parte superior de la cabeza
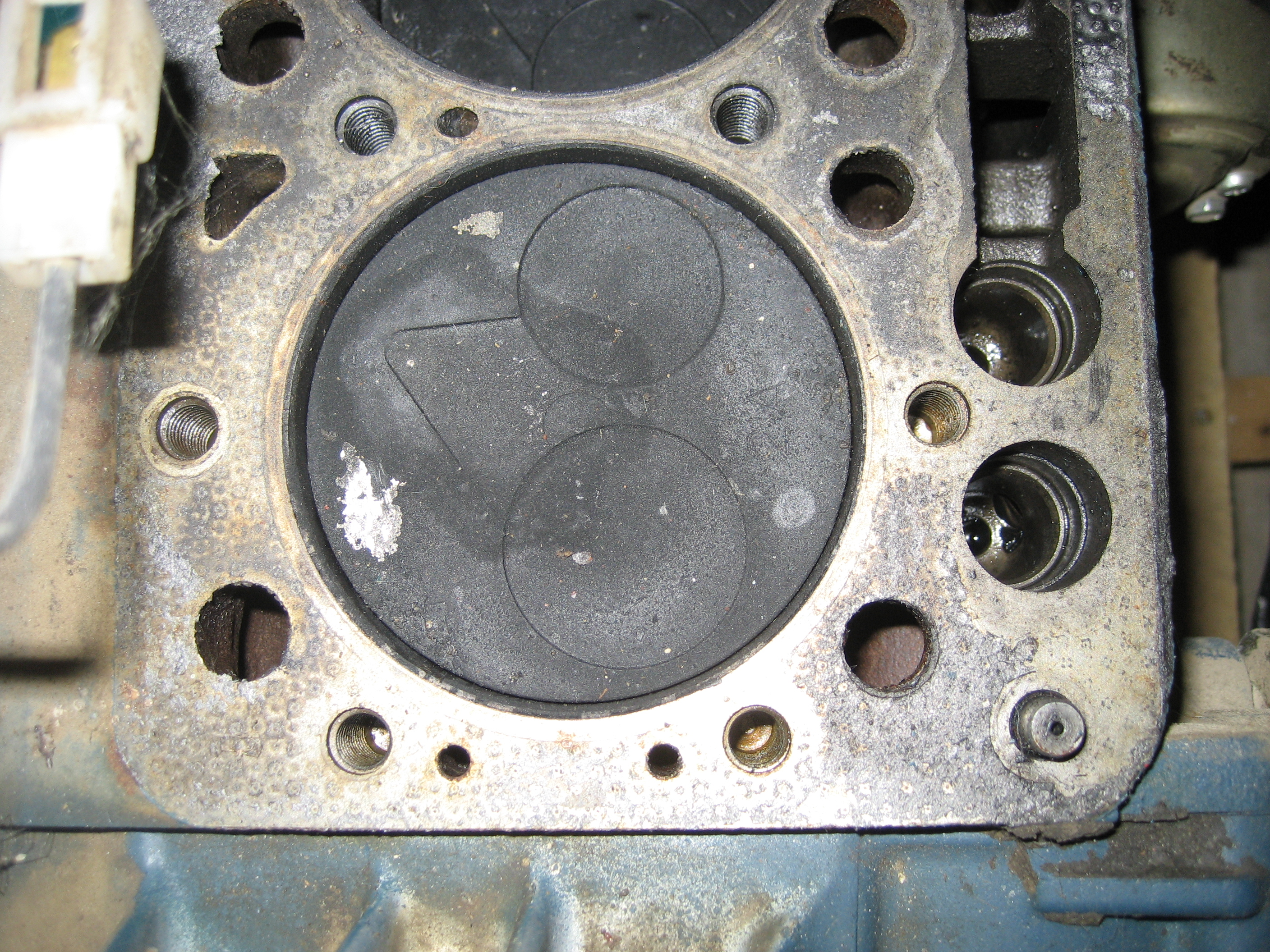
Pistón
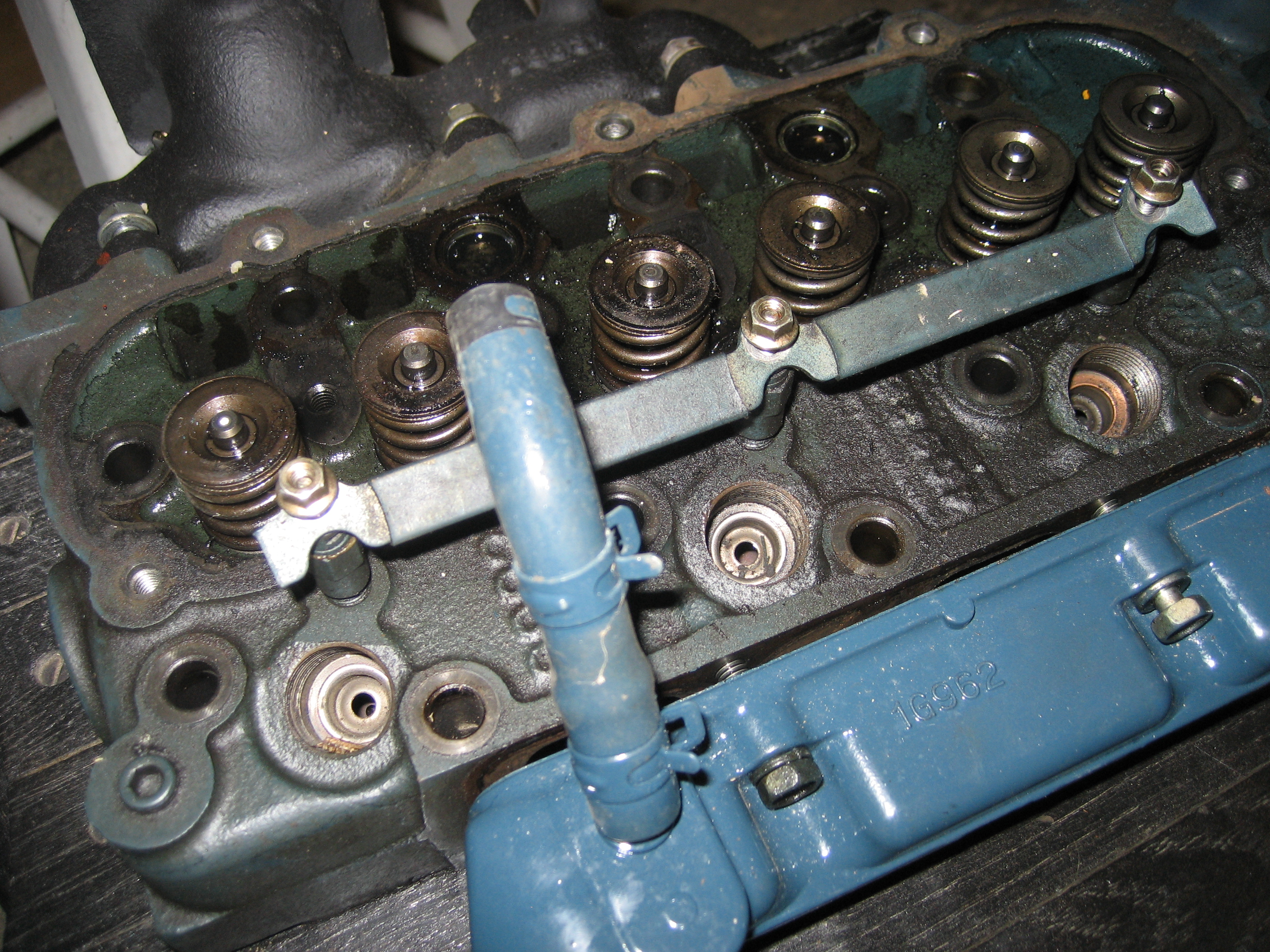
Orificios del inyector
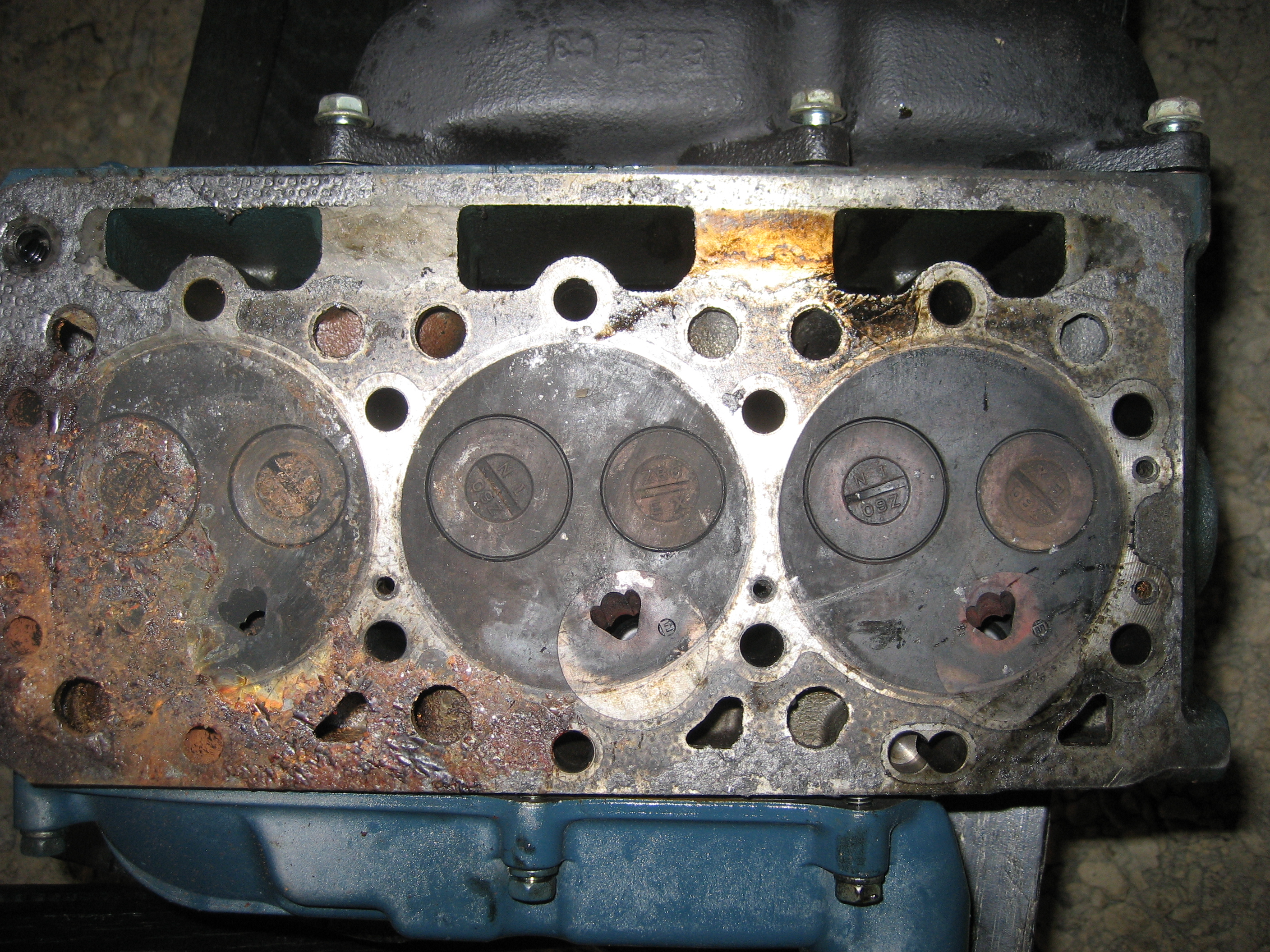
Cabeza del cilindro
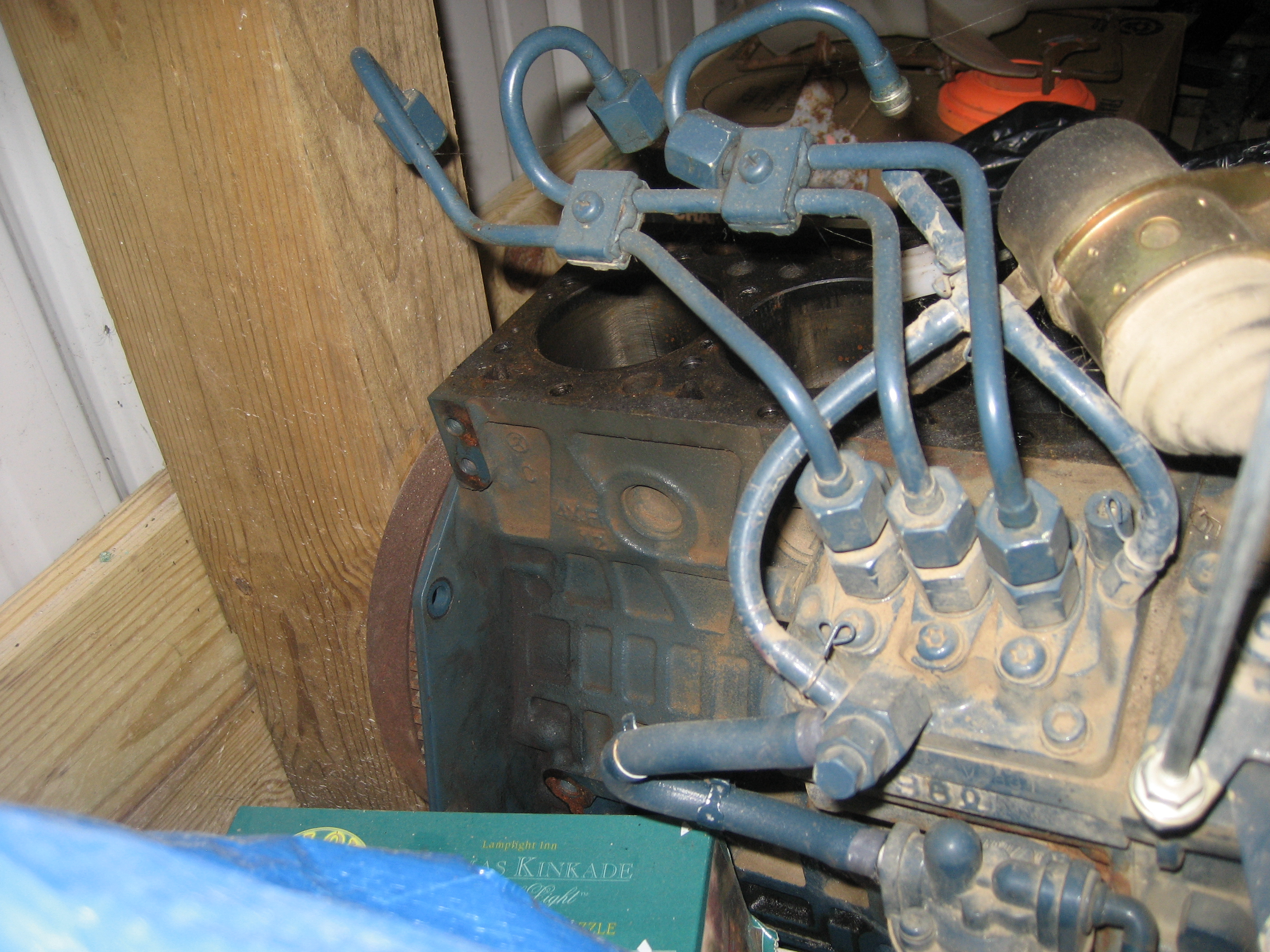
Bomba de inyección
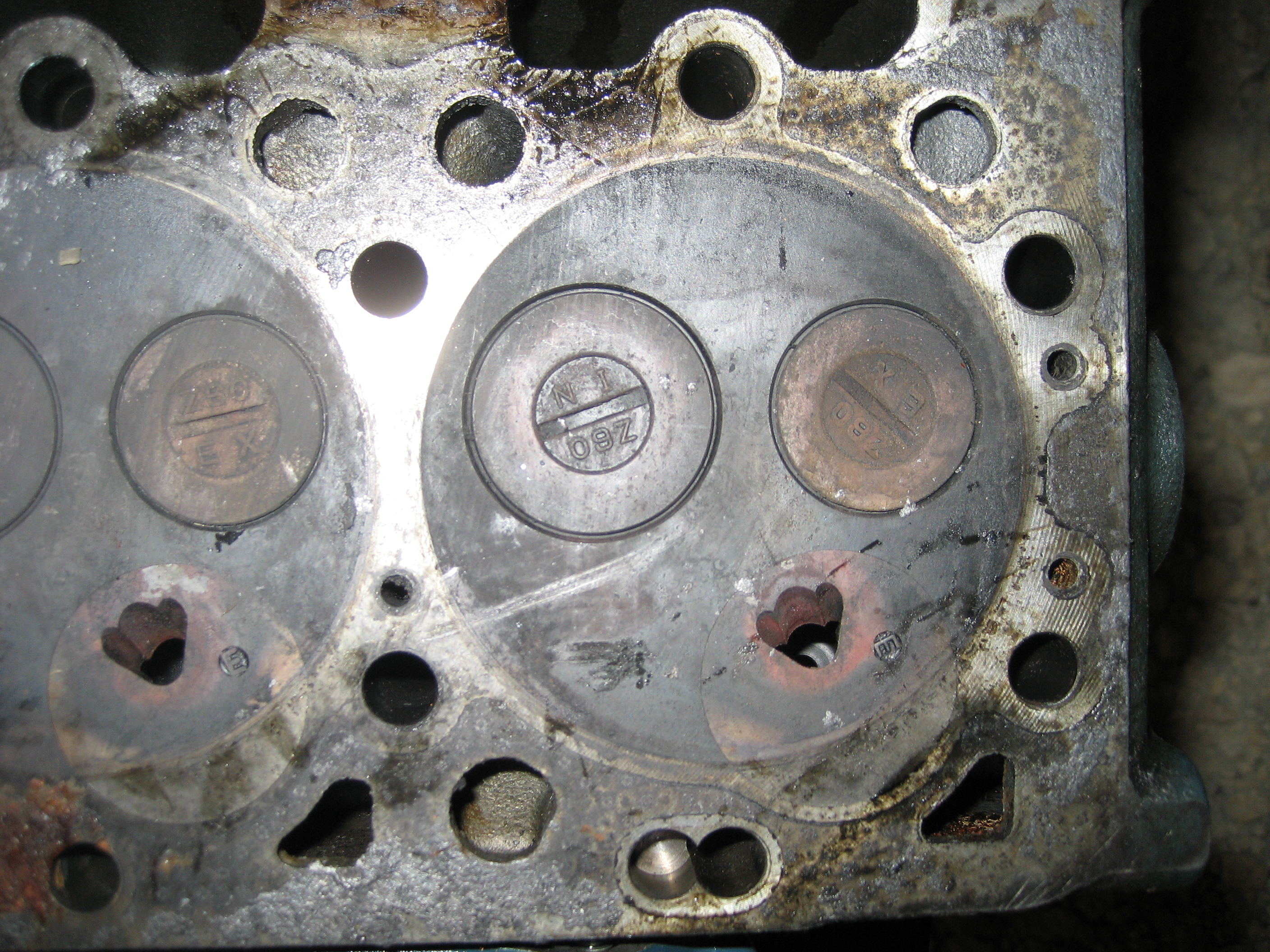
Cabeza de cerca
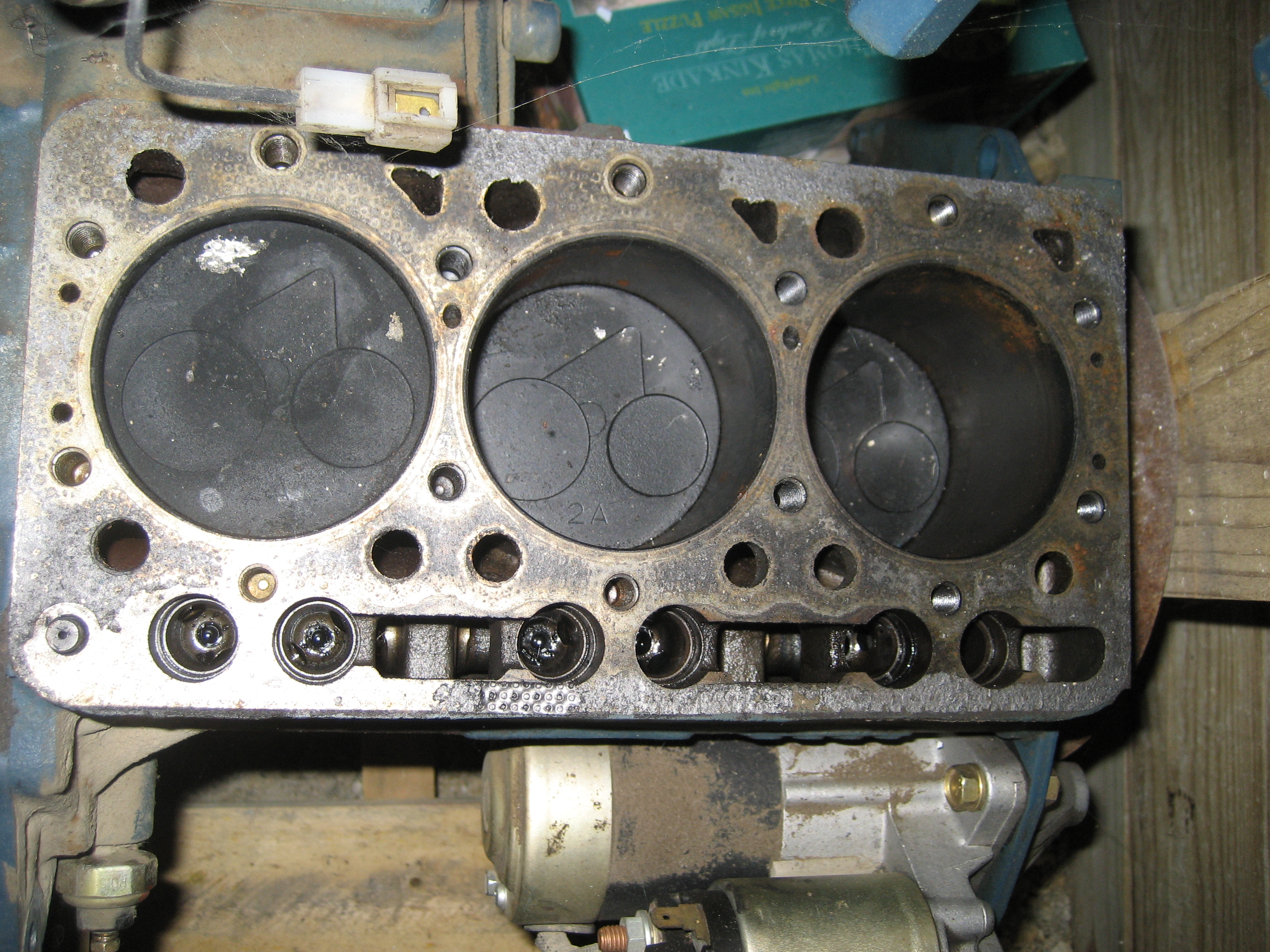
Cámaras de combustión
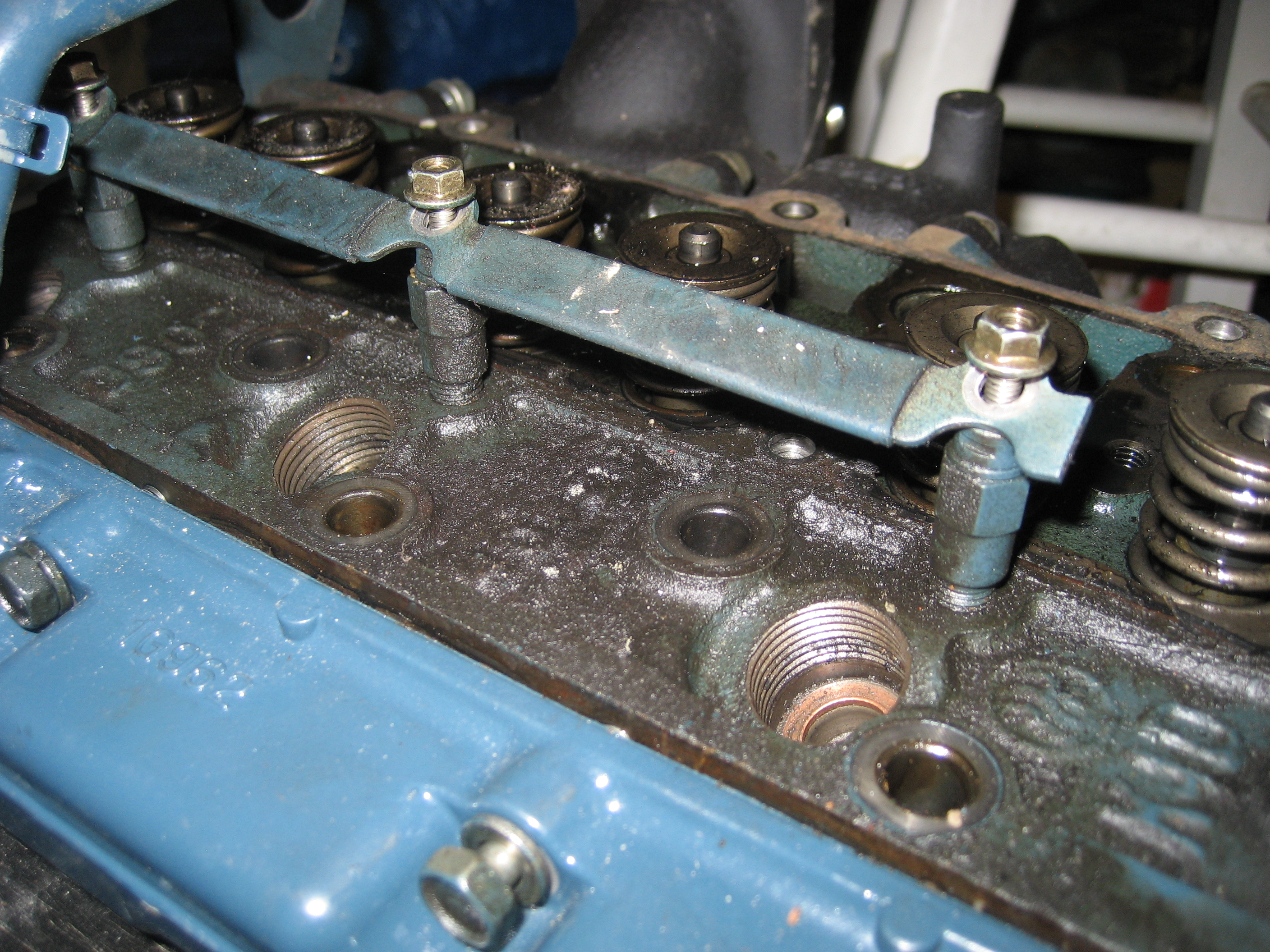
Calentadores